# Wolfgang Karl Weyrauch
Wolfgang Karl Weyrauch (* 1907; † 1970) war ein deutsch-peruanischer Malakologe und Entomologe.

## Leben
Weyrauch promovierte 1929 in Berlin in Zoologie (Dissertation: Die Hypnose bei Forficula auricularia).
Weyrauch arbeitete ab 1938 in Peru als Entomologe an der landwirtschaftlichen Versuchsstation (Estación Agrícola de La Molina) in Lima. In der Zeit des Zweiten Weltkriegs war er einige Jahre in Texas zu Forschungszwecken. Ab 1946 war er an der Estación Experimental Agrícola de Tingo Maria in Lima. Ab 1948 war er am Museo Nacional de Historia Natural der Universidad Mayor de San Marcos in Lima als Professor für Zoologie und Genetik. Außerdem war er 1959 bis 1961 Professor für landwirtschaftliche Zoologie an der Pontificia Universidad Católica del Lima. 1962 ging er nach Argentinien und wurde dort Professor am Instituto Miguel Lillo in Tucumán. Er starb an einem Herzanfall.
Er befasste sich mit Land- und Süßwasser-Schnecken Südamerikas und beschrieb 198 neue Taxa, viele aus den Orthalicidae. Er hinterließ auch viele Typexemplare in Museen, von denen er keine Erstbeschreibung veröffentlichte.